# Handball-Bayernliga 1993/94
Die Handball-Bayernliga 1993/94 wurde unter dem Dach des „Bayerischen Handballverbandes“ (BHV) organisiert und ist die höchste Spielklasse des Landesverbandes Bayern. Die Bayernliga ist nach der Handball-Bundesliga, der 2. Bundesliga und der Handball-Regionalliga eine der vierthöchsten Spielklassen im deutschen Handball.

## Saisonverlauf
Die Handball-Bayernliga 1993/94 war die sechsunddreißigste Ausspielung der Handball-Bayernligasaison. Bayerischer Meister sowie Aufsteiger in die Regionalliga Süd war der TSV Trudering. Vizemeister ohne Aufstiegsrecht wurde der TSV Landsberg.

### Modus
Zwölf Mannschaften spielten eine Hin- und Rückrunde um die „Bayerische Meisterschaft“ und den Aufstieg in die Regionalliga Süd. Die Plätze zehn bis zwölf waren Absteiger in die beiden Staffeln der Landesliga. Der Modus war für Männer und Frauen gleich.

## Teilnehmer und Platzierungen
Nicht mehr dabei waren die Auf- und Absteiger der Vorsaison. Neu dabei waren die Aufsteiger (N) aus den Landesligen. Im Verlaufe der Saison traten zwölf Mannschaften in der Bayernliga an.

Bereich des „Bayer. Handballverbandes“ (BHV)

### Abschlusstabelle
|     | Mannschaft            | Spiele | Punkte |
| --- | --------------------- | ------ | ------ |
| 1.  | TSV Trudering         | 22     | 33:11  |
| 2.  | TSV Landsberg (N)     | 22     | 29:15  |
| 3.  | TG Landshut           | 22     | 24:20  |
| 4.  | MTSV Schwabing II (N) | 22     | 24:20  |
| 5.  | TSV 1846 Lohr         | 22     | 23:21  |
| 6.  | TG 1848 Kitzingen     | 22     | 22:22  |
| 7.  | SC Freising           | 22     | 21:23  |
| 8.  | CSG Erlangen II       | 22     | 21:23  |
| 9.  | TS 1887 Selb (N)      | 22     | 21:23  |
| 10. | TV Eggenfelden        | 22     | 20:24  |
| 11. | SG Rödental           | 22     | 16:28  |
| 12. | TSV 1861 Zirndorf (N) | 22     | 10:34  |

(N) = neu in der Liga

 Bayerischer Meister und Aufsteiger zur Regionalliga Süd 1994/95

 Für die Bayernliga  1994/95 qualifiziert

### Frauen
- Der HG Regensburg wurde Bayerischer Meister und hat sich für die Regionalliga Süd der Frauen qualifiziert.